# Jacques Audiberti
Jacques Audiberti (Antibes, 25 de marzo de 1899- París, 10 de julio de 1965) escritor francés.
Hijo único, se trasladó a París en 1930 donde se desempeñó como periodista de Le Journal y Le Petit Parisien.

## Premios
- 1938 Prix Mallarmé
- 1964 Prix des Critiques

## Obra

### Teatro
- Le mal court (1947)
- L'effet Glapion (1959)
- La Fourmi dans le corps (1962)

### Poemarios
- Des Tonnes de semence (1941)
- Toujours (1944)
- Rempart (1953)

### Novelas
- Le Maître de Milan (1950)
- Marie Dubois (1952)
- Les jardins et les fleuves (1954)
- Infanticide préconisé (1958)

### Otros
- La poupée, película
- Dimanche m'attend, diario